# Кафявогърла лястовица
Кафявогърла лястовица (Riparia paludicola) е вид птица от семейство Лястовицови (Hirundinidae).

## Разпространение
Видът е разпространен в Афганистан, Ангола, Бангладеш, Бенин, Бутан, Ботсвана, Буркина Фасо, Бурунди, Виетнам, Гамбия, Гана, Гвинея, Гвинея-Бисау, Еритрея, Етиопия, Замбия, Зимбабве, Индия, Камбоджа, Камерун, Китай, Демократична република Конго, Кения, Лаос, Лесото, Мадагаскар, Малави, Мали, Мавритания, Мароко, Мозамбик, Мианмар, Намибия, Непал, Нигер, Нигерия, Обединените арабски емирства, Пакистан, Руанда, Сенегал, Судан, Свазиленд, Таджикистан, Танзания, Тайланд, Того, Туркменистан, Уганда, Узбекистан, Филипините, Централноафриканската република, Чад, Южна Африка и Южен Судан.